# Olympische Winterspiele 2018/Ski Alpin – Abfahrt (Frauen)
Die Abfahrt der Frauen im alpinen Skisport bei den Olympischen Winterspielen 2018 wurde am 21. Februar 2018 um 11:00 Uhr Ortszeit (3:00 Uhr MEZ) im Jeongseon Alpine Centre ausgetragen.
Die Goldmedaille gewann die Italienerin Sofia Goggia vor Ragnhild Mowinckel, die Silber gewann. Die Bronzemedaille ging an Lindsey Vonn aus den Vereinigten Staaten.

## Ergebnisse
| Rang | Athletin                | Land                    | Zeit (min) |
| ---- | ----------------------- | ----------------------- | ---------- |
| 1    | Sofia Goggia            | Italien                 | 1:39,22    |
| 2    | Ragnhild Mowinckel      | Norwegen                | 1:39,31    |
| 3    | Lindsey Vonn            | Vereinigte Staaten      | 1:39,69    |
| 4    | Tina Weirather          | Liechtenstein           | 1:39,85    |
| 5    | Alice McKennis          | Vereinigte Staaten      | 1:40,24    |
| 6    | Corinne Suter           | Schweiz                 | 1:40,29    |
| 7    | Breezy Johnson          | Vereinigte Staaten      | 1:40,34    |
| 8    | Michelle Gisin          | Schweiz                 | 1:40,55    |
| 9    | Viktoria Rebensburg     | Deutschland             | 1:40,64    |
| 10   | Ramona Siebenhofer      | Österreich              | 1:40,98    |
| 11   | Kira Weidle             | Deutschland             | 1:41,01    |
| 12   | Nicole Schmidhofer      | Österreich              | 1:41,02    |
| 13   | Tiffany Gauthier        | Frankreich              | 1:41,04    |
| 13   | Cornelia Hütter         | Österreich              | 1:41,04    |
| 15   | Laurenne Ross           | Vereinigte Staaten      | 1:41,10    |
| 16   | Jennifer Piot           | Frankreich              | 1:41,17    |
| 17   | Lisa Hörnblad           | Schweden                | 1:41,63    |
| 18   | Romane Miradoli         | Frankreich              | 1:41,64    |
| 19   | Maruša Ferk             | Slowenien               | 1:42,00    |
| 20   | Greta Small             | Australien              | 1:42,07    |
| 21   | Valérie Grenier         | Kanada                  | 1:42,13    |
| 22   | Laura Gauché            | Frankreich              | 1:42,29    |
| 23   | Roni Remme              | Kanada                  | 1:42,80    |
| 24   | Maryna Gąsienica-Daniel | Polen                   | 1:43,30    |
| 25   | Noelle Barahona         | Chile                   | 1:44,24    |
| 26   | Kateřina Pauláthová     | Tschechien              | 1:44,69    |
| 27   | Alexandra Coletti       | Monaco                  | 1:45,04    |
| 28   | Ania Caill              | Rumänien                | 1:45,06    |
| 29   | Barbara Kantorová       | Slowakei                | 1:45,99    |
| 30   | Kim Vanreusel           | Belgien                 | 1:46,51    |
| 31   | Elvedina Muzaferija     | Bosnien und Herzegowina | 1:46,80    |
|      | Lara Gut                | Schweiz                 | DNF        |
|      | Stephanie Venier        | Österreich              | DNF        |
|      | Nadia Fanchini          | Italien                 | DNF        |
|      | Federica Brignone       | Italien                 | DNF        |
|      | Jasmine Flury           | Schweiz                 | DNF        |
|      | Nicol Delago            | Italien                 | DNF        |
|      | Petra Vlhová            | Slowakei                | DNF        |
|      | Candace Crawford        | Kanada                  | DNF        |